# سبرينغ
سبرينغ فريم ورك (بالإنجليزية: Spring Framework)‏ هو إطار عمل برمجي لإنشاء تطبيقات الويب باستعمال منصة جافا، يهدف إلى تسهيل عملية البرمجة وإختبارات الوحدة،
يمكن استخدام الميزات الأساسية للإطار من قبل أي تطبيق جافا، ولكن هناك امتدادات لبناء تطبيقات الويب أعلى منصة جافا (النسخة التجارية) . على الرغم من أن الإطار لا يفرض أي نموذج برمجة محدد، الا أنه أصبح شائع الاستخدام في مجتمع لغة جافا كإضافة إلى نموذج مشروع جافا بينز. إطار سبرينغ مفتوح المصدر.
صدرت أول نسخة منه في يونيو/حزيران 2003. رود جونسون في كتابه تحدث فيه عن الأسباب التي جعلته يصمم سبرينغ فريم ورك.

## تاريخ الاصدارات
| الإصدار | التاريخ |
| ------- | ------- |
| 0.9     | 2002    |
| 1.0     | 2003    |
| 2.0     | 2006    |
| 3.0     | 2009    |
| 4.0     | 2013    |
| 5.0     | 2017    |

## ملحق: مسرد المصطلحات الإنجليزية
| مَسرد المفردات وفق أقسام المقالة |                  |
| المقدمة                         |                  |
| سبرينغ فريم ورك                 | Spring Framework |
| إختبارات الوحدة                 | Unit testing     |
|                                 |                  |
|                                 |                  |
|                                 |                  |
|                                 |                  |